# Vall del Bac
Vall del Bac es una entidad de población española del municipio de Vall de Vianya, perteneciente a la provincia de Gerona, en la comunidad autónoma de Cataluña.

## Toponimia
El nombre del lugar puede encontrarse escrito con las grafías Vall del Bac y Valldelbach.

## Historia
Hacia mediados del siglo XIX, el lugar, por entonces perteneciente al municipio de Capsech, tenía contabilizada una población de 133 habitantes. Aparece descrito en el decimoquinto volumen del Diccionario geográfico-estadístico-histórico de España y sus posesiones de Ultramar de Pascual Madoz con las siguientes palabras:

VALLDELBACH: l. en la prov. y dióc. de Gerona, part. jud. de Olot, aud. terr., c. g. de Barcelona, ayunt. de Capsech. sit. en un valle, con buena ventilacion y clima frio, pero sano. Tiene 60 casas, y una igl. parr. (San Andrés) servida por un cura de ingreso, de provision real y ordianria. El térm. confina con Salarsá, Camprodon, Sacot, Pera y San Salvador de Viaña; en él se hallan dos igl. denominadas de San Feliú de Porreras y Ntra. Sra. de Sasorba, que fueron antiguamente las parr. de dos pobl. de igual denominacion, que aun figuran como tales en algunos mapas. El terreno es llano, de mediana calidad; le fertiliza el r. Llierca, que nace en este térm., y le cruzan varios caminos locales de herradura. prod.: granos, legumbres y patatas; cria ganado y caza de diferentes especies. pobl.: 28 vec., 133 alm. cap. prod.: 1.712,000. rs. imp.: 42,800.
(Madoz, 1849, p. 588)

En la actualidad, pertenece al municipio de Vall de Vianya. En 2023, la entidad singular de población de Vall del Bac tenía empadronados 33 habitantes, todos ellos diseminados.